# Las bellas almas de los verdugos
Las bellas almas de los verdugos es una serie de televisión de Drama histórico argentina emitida por la TV Pública. La trama sigue a un escritor de policiales que busca conocer la verdad sobre una dictadura militar vivida en los años cincuenta. Está protagonizada por Diego Cremonesi, Vera Spinetta y Carla Pandolfi. La serie se estrenó el 31 de marzo de 2023.
La serie resultó ser una de las producciones ganadoras del concurso «Renacer Audiovisual», un programa impulsado por el Ministerio de Cultura y la Secretaría de Medios y Comunicación Pública que permitió su desarrollo y que fue creado con el fin de fomentar la ficción nacional.

## Sinopsis
La historia se sitúa, en un comienzo, en Buenos Aires durante el año 1956. En esa época, el escritor de policiales, Rodolfo presencia el levantamiento contra la dictadura, la cual cobró la vida varios civiles inocentes. Sin embargo, recibe la noticia de que existen algunos sobrevivientes de esa horrorosa masacre, por lo cual, decide trabajar junto a su compañera Enriqueta para investigar y destapar los violentos hechos vividos en esa década.

## Elenco

### Principal
- Diego Cremonesi como Rodolfo Walsh
- Vera Spinetta como Enriqueta Muñiz
- Carla Pandolfi como Elina Tejerina

### Participaciones
- Gustavo Pardi como Livraga
- Fabio Di Tomaso como Carranza
- María Ucedo como Periodista
- Pepe Monje como Di Chiano
- Carlos Portaluppi como Sánchez Sorondo
- Germán de Silva como Rossi
- Jimena Anganuzzi como Viuda
- Luis Ziembrowski como Sarmiento
- Nicolás Pauls como Giunta
- Fabio Aste como Torres
- Claudio Martínez Bel como Rizzoni
- Maximiliano Ghione como Valerga

## Episodios
| N.º | Título       | Dirigido por   | Escrito por                    | Fecha de emisión original | Audiencia (millones) |
| --- | ------------ | -------------- | ------------------------------ | ------------------------- | -------------------- |
| 1   | «Episodio 1» | Paula de Luque | Paula de Luque y Bruno Luciani | 31 de marzo de 2023       | 0.7                  |
| 2   | «Episodio 2» | Paula de Luque | Paula de Luque y Bruno Luciani | 7 de abril de 2023        | —                    |
| 3   | «Episodio 3» | Paula de Luque | Paula de Luque y Bruno Luciani | 14 de abril de 2023       | 0.2                  |
| 4   | «Episodio 4» | Paula de Luque | Paula de Luque y Bruno Luciani | 21 de abril de 2023       | 0.1                  |
| 5   | «Episodio 5» | Paula de Luque | Paula de Luque y Bruno Luciani | 28 de abril de 2023       | 0.1                  |
| 6   | «Episodio 6» | Paula de Luque | Paula de Luque y Bruno Luciani | 5 de mayo de 2023         | 0.1                  |
| 7   | «Episodio 7» | Paula de Luque | Paula de Luque y Bruno Luciani | 12 de mayo de 2023        | 0.4                  |
| 8   | «Episodio 8» | Paula de Luque | Paula de Luque y Bruno Luciani | 19 de mayo de 2023        | 0.4                  |

## Recepción

### Comentarios de la crítica
Juan Pablo Russo de Escribiendo cine calificó a la serie con un 7 diciendo, en base a la trama, que «Paula de Luque logra una alquimia perfecta entre lo personal y lo colectivo, lo social y lo político, el amor y la literatura, la ficción y la realidad». Además, destacó que «la fotografía de Hugo Colace crea una atmósfera oscura y misteriosa que se adapta perfectamente a la historia que se cuenta», como así también los actores ofrecen «actuaciones convincentes y emocionales que hacen que los personajes cobren vida y se sientan reales y humanos». El diario Télam aseguró la serie presenta «un logrado primer capítulo», que cuenta «con una precisa ambientación y sólidas actuaciones».

### Premios y nominaciones
| Lista de premios y nominaciones | Lista de premios y nominaciones | Lista de premios y nominaciones     | Lista de premios y nominaciones  | Lista de premios y nominaciones | Lista de premios y nominaciones |
| Año                             | Organización                    | Categoría                           | Nominado/a(s)                    | Resultado                       | Ref(s)                          |
| ------------------------------- | ------------------------------- | ----------------------------------- | -------------------------------- | ------------------------------- | ------------------------------- |
| 2023                            | Premios Cóndor de Plata         | Mejor miniserie o unitario          | Las bellas almas de los verdugos | Nominado                        | [ 17 ]                          |
| 2023                            | Premios Cóndor de Plata         | Mejor actor protagonista en drama   | Diego Cremonesi                  | Nominado                        | [ 17 ]                          |
| 2023                            | Premios Cóndor de Plata         | Mejor actriz protagonista en drama  | Vera Spinetta                    | Nominada                        | [ 17 ]                          |
| 2023                            | Premios Cóndor de Plata         | Mejor guion adaptado                | Paula de Luque y Bruno Luciani   | Nominados                       | [ 17 ]                          |
| 2023                            | Premios TAL                     | Mejor serie de ficción              | Las bellas almas de los verdugos | Ganadora                        | [ 18 ]                          |
| 2024                            | Premios Martín Fierro           | Mejor actor protagonista de ficción | Diego Cremonesi                  | Nominado                        | [ 19 ]                          |